# (479) Caprera
(479) Caprera ist ein Asteroid des Hauptgürtels, der am 12. November 1901 vom italienischen Astronomen Luigi Carnera in Heidelberg entdeckt wurde.
Der Asteroid ist nach der Insel Caprera benannt, die zum vor Sardinien liegenden La-Maddalena-Archipel gehört.